# Khaganato turco
Il Khaganato turco (turco antico: 𐰜𐰇𐰛:𐱅𐰇𐰼𐰰 Kök Türük; cinese: 突厥汗国; pinyin: Tūjué hánguó) o Khaganato göktürk fu un khaganato fondato dal clan Ashina dei Göktürk nell'Asia interna tardo antica. Sotto la guida di Bumin Qaghan (m. 552) e dei suoi figli, gli Ashina succedettero al Khaganato rouran come la potenza egemonica dell'altopiano della Mongolia ed espansero rapidamente i loro territori nell'Asia centrale. Inizialmente il Khaganato avrebbe usato il sogdiano nelle funzioni ufficiali e numismatiche. Fu il primo stato turco a usare politicamente il nome türk ed è noto per la prima attestazione scritta di una qualsiasi lingua turca della storia.
Il Primo Khaganato turco crollò nel 581, dopodiché seguirono una serie di conflitti e di guerre civili che separarono l'entità politica nel Khaganato turco orientale e nel Khaganato turco occidentale. L'Impero Tang conquistò il Khaganato turco orientale nel 630 e il Khaganato turco occidentale nel 657. Il Secondo Khaganato turco emerse nel 682 e durò fino al 744 quando fu rovesciato dagli Uiguri, un diverso gruppo turco.

## Primo Khaganato
Le origini del Khaganato turco risalgono al 546, quando Bumin Qaghan del Clan Ashina fece un attacco preventivo contro i gruppi uiguri e tiele che progettavano una rivolta contro i loro grandi feudatari, il Khaganato rouran. Per questo servizio si aspettava di essere ricompensato e chiese quindi in sposa una principessa rouran, pensando di poter entrare per matrimonio nella famiglia reale. Tuttavia, il khagan rouran, Yujiulü Anagui, mandò un emissario a Bumin per rimproverarlo, dicendogli: "Tu sei il mio schiavo maniscalco. Come osi pronunciare queste parole?" Poiché il commento di Anagui "schiavo maniscalco" (鍛奴T, duànnúP) fu registrato nelle cronache cinesi, alcuni sostengono che i Göktürk fossero davvero servi maniscalchi dell'élite rouran, e che la "schiavitù di maniscalco" potrebbe aver indicato una forma di vassallaggio all'interno della società rouran. Secondo Denis Sinor, questo riferimento indica che i Turchi si specializzavano nella metallurgia, sebbene non sia chiaro se fossero minatori o, davvero, maniscalchi. In ogni caso, che i Turchi fossero "schiavi" non deve essere preso letteralmente, ma probabilmente rappresentava una forma di vassallaggio, o, perfino di alleanza diseguale.
Un deluso Bumin si alleò con i Wei occidentali contro i Rouran, il loro nemico comune. Nel 552, Bumin sconfisse Anagui e le sue forze a nord di Huaihuang (moderna Zhangjiakou, Hebei).
Avendo primeggiato sia in battaglia che in diplomazia, Bumin si dichiarò Illig Khagan del nuovo khanato a Otukan, ma morì un anno dopo. Suo figlio, Muqan Qaghan, sconfisse l'Impero eftalita, I Khitani e i Kirghisi. Il fratello di Bumin Istämi (m. 576) portava il titolo "Yabgu dell'Ovest" e collaborò con l'Impero sasanide dell'Iran per sconfiggere e distruggere gli Eftalidi, che erano alleati dei Rouran. Questa guerra rafforzò la presa del clan Ashina sulla Via della Seta.
L'apparizione degli Avari all'Ovest è stata interpretata come una fazione nomade che fuggiva dall'espansione verso ovest dei Göktürk, sebbene le specifiche siano una materia che suscita dibattiti irriconciliabili data la mancanza di fonti e di una cronologia chiare. René Grousset collega gli Avari con la caduta degli Eftaliti piuttosto che dei Rouran, mentre Denis Sinor afferma che l'identificazione Rouran-Avari è "ripetuta da articolo ad articolo, da libro a libro senza uno straccio di prova per sostenerla".
La politica di espansione occidentale di Istämi portò i Göktürk in Europa. Nel 576 i Göktürk attraversarono lo stretto di Kerč' entrando in Crimea. Cinque anni dopo posero l'assedio a Cherson; la loro cavalleria continuò a percorrere le steppe della Crimea fino al 590. Come per le frontiere meridionali, essi furono attirati a sud del fiume Amu Darya, portando gli Ashina in conflitto con i loro ex alleati, l'Impero sasanide. Gran parte della Battria (inclusa Balkh) rimase una dipendenza degli Ashina fino alla fine del secolo.

## Guerra civile

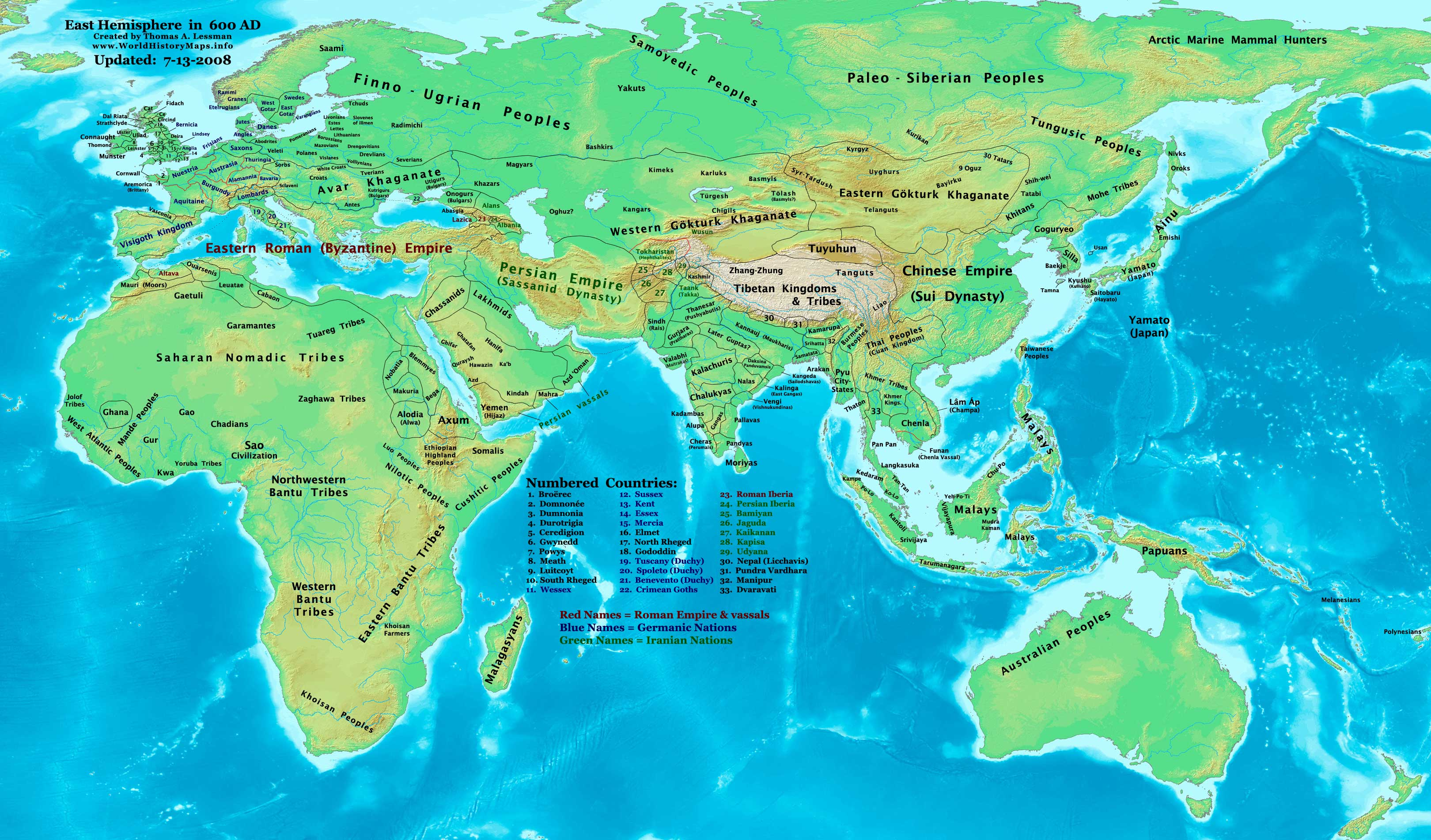
Khaganati turchi occidentale ed orientale nel 600 d.C.

Il Khaganato turco si spaccò in due dopo la morte del quarto sovrano, Taspar Qaghan, c. 584. Egli aveva lasciato in eredità il titolo di khagan al figlio di Muqan Apa Qaghan, ma l'alto consiglio nominò invece Ishbara Qaghan. Si formarono fazioni intorno ad entrambi i capi. In breve, quattro rivali rivendicavano il titolo, che furono facilmente messi l'uni contro l'altro dalle dinastie cinesi dei Sui e dei Tang.
Il contendente più serio era quello occidentale, il figlio di Istämi Tardu, un uomo violento e ambizioso che si era già dichiarato indipendente dal qaghan dopo la morte di suo padre. Ora si impadronì del titolo e guidò un esercito a est per rivendicare la sede del potere imperiale, Otukan.
Al fine di rinforzare la sua posizione, Ishbara del Khaganato orientale chiese protezione all'imperatore Yang di Sui. Tardu attaccò Chang'an, la capitale Sui, intorno al 600, pretendendo che l'imperatore Yangdi ponesse fine alla sua interferenza nella guerra civile. In rappresaglia, la diplomazia cinese incitò con successo una rivolta tra i vassalli tiele di Tardu, il che portò alla fine del regno di Tardu nel 603. Tra le tribù dissidenti vi erano gli Uiguri e gli Xueyantuo.

### Khaganato turco orientale

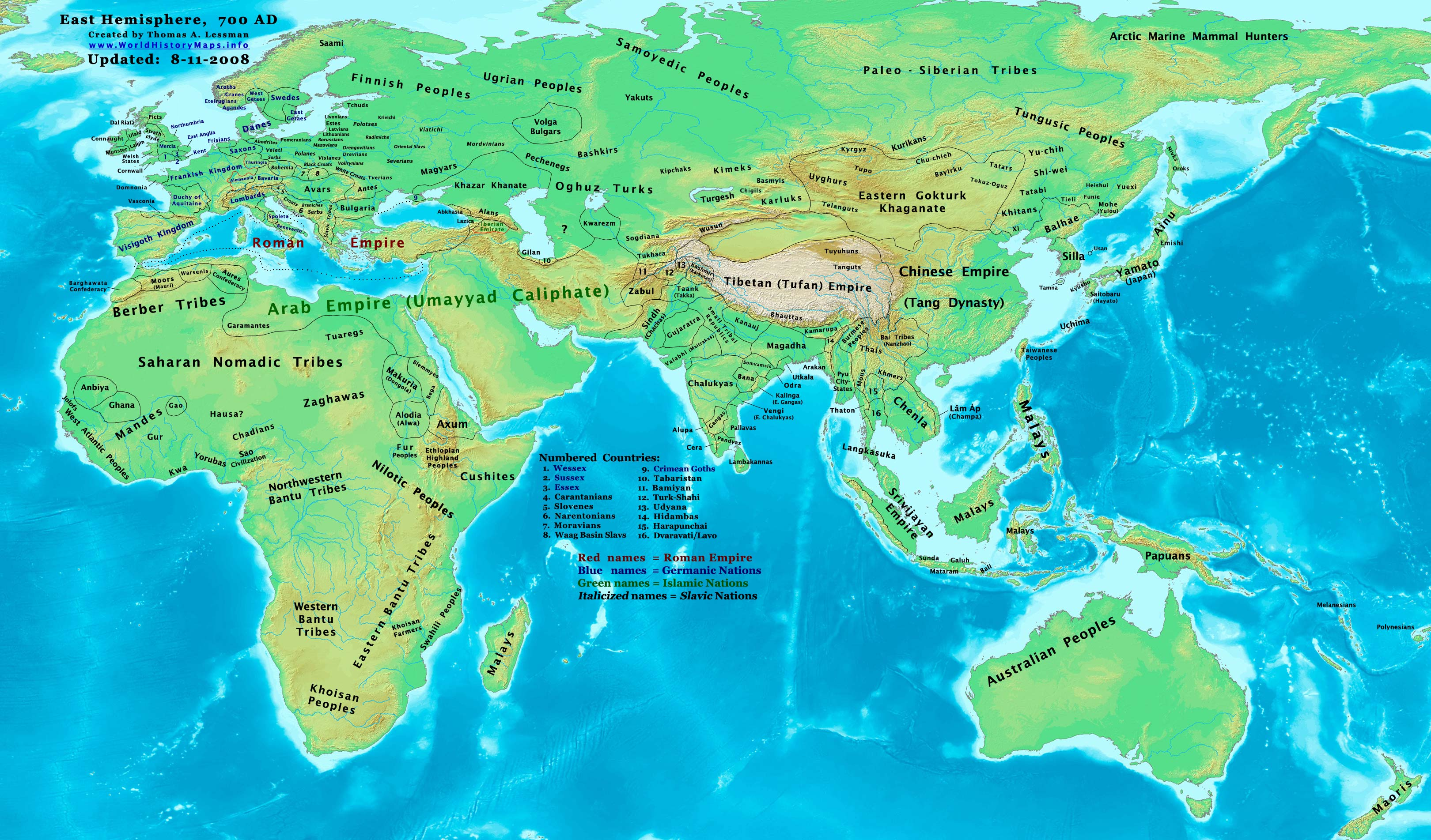
Khaganati turchi orientali nel 700

La guerra civile lasciò l'impero diviso in parti orientali e occidentali. La parte orientale, ancora governato da Otukan, rimase nell'orbita dei Sui e mantenne il nome Göktürk. Shibi Khan (609–19) e Illig Qaghan (620–30) attaccarono la Cina nel suo momento più debole la transizione tra i Sui e i Tang. L'attacco a sorpresa di Shibi Khan contro la comanderia di Yanmen durante un giro imperiale della frontiera settentrionale quasi catturò l'imperatore Yang, ma la moglie cinese di Shibi, la principessa Yicheng — che era stata trattata bene dall'imperatrice Xiao durante una visita precedente — inviò un avvertimento in anticipo, dando all'imperatore e all'imperatrice il tempo di fuggire nell'altra comanderia presso l'attuale Daixian nello Shanxi. Questa fu poi assediata dall'esercito turco l'11 settembre 615, ma i rinforzi cinesi e un falso rapporto della principessa Yicheng a suo marito su un attacco settentrionale a un khaganato gli fece togliere l'assedio prima del suo completamento.
Nel 626, Illig Qaghan approfittò dell'incidente dalla porta Xuanwu e si spinse a Chang'an. Il 23 settembre 626 Illig Qaghan e la sua cavalleria di ferro raggiunsero la riva del fiume Wei a nord del ponte di Bian (nell'odierna Xianyang, Shaanxi). Il 25 settembre 626, Li Shimin (in seguito imperatore Taizong dei Tang) e Illig Qaghan formarono un'alleanza sacrificando un cavallo bianco sul ponte di Bian. I Tang pagarono un compenso e promisero ulteriori tributi, così Illig Qaghan ordinò alla sua cavalleria di ferro di ritirarsi. Questa è nota come Alleanza del fiume Wei (渭水之盟), o Alleanza di Bian Qiao (便橋會盟 / 便桥会盟). Nel complesso, furono registrate 67 incursioni sui territori.
Prima della metà dell'ottobre 627, pesanti nevicate sulla prateria mongolo-mancese coprirono il terreno con uno strato di parecchi metri, impedendo al bestiame dei nomadi di pascolare e causando una massiccia moria tra gli animali. Secondo il Nuovo libro dei Tang, nel 628, Taizong menzionò che "C'era stata una gelata a metà estate. Il sole si era levato dallo stesso luogo per cinque giorni. La luna aveva avuto lo stesso livello di luce per tre giorni. Il campo fu riempito da un'atmosfera rossa (tempesta di sabbia)."
Illig Qaghan fu abbattuto da una rivolta delle tribù dei suoi vassalli Tiele (626–630), alleate con l'imperatore Taizong dei Tang. Questa alleanza tribale figura nelle cronache cinesi con il nome di Huihe (Uiguri).
Il 27 marzo 630, un esercito dei Tang sotto il comando di Li Jing sconfisse il Khaganato turco orientale sotto il comando di Illig Qaghan nella battaglia di Yinshan (陰山之戰 / 阴山之战). Illig Qaghan fuggì da Ishbara Shad, ma il 2 maggio 630 l'esercito di Zhang Baoxiang avanzò verso il quartier generale di Ishbara Shad. Illig Qaghan fu preso prigioniero e mandato a Chang'an. Il Khaganato turco orientale crollò e fu incorporato nel sistema Jimi of dei Tang. L'imperatore Taizong disse: "Per me è abbastanza per compensare il mio disonore presso il fiume Wei."

### Khaganato turco occidentale
I sovrani turchi occidentali Sheguy Khagan e Tong Yabghu Qaghan costruirono un'alleanza con l'Impero bizantino contro l'Impero sasanide e riuscirono a ripristinare le frontiere meridionali lungo i fiumi Tarim e Amu Darya. La loro capitale era Suyab nella valle del fiume Ču, circa 6 km a sudest della moderna Tokmok. Nel 627 Tong Yabghu, assistito dai Cazari e dall'imperatore Eraclio, lanciarono una massiccia invasione della Transcaucasia che culminò nella presa di Derbent e Tbilisi (vedi Terza guerra persiano-turca per i dettagli). Nell'aprile 630 il vice di Tong, Böri Shad, mandò la cavalleria gokturca ad invadere l'Armenia, dove il suo generale Chorpan Tarkhan riuscì a mettere in rotta una grande forza persiana. L'omicidio di Tong Yabghu nel 630 costrinse i Göktürks ad evacuare la Transcaucasia.
Il Khaganato turco occidentale fu modernizzaro attraverso una riforma amministrativa del clan Ashina (regno 634–639) e giunse ad essere conosciuto nel suo complesso come Onoq. Il nome si riferisce alle "dieci frecce" che erano concesse dal khagan ai cinque capi (shad) di ciascuna delle sue due confederazioni tribali costituenti, i Dulo e i Nushibi, le cui terre erano divise dal fiume Ču. La divisione incoraggiò la crescita di tendenze separatiste, e presto la Grande Bulgaria sotto il capo dulo Kubrat si staccò dal khaganato. La dinastia Tang condusse campagne contro il khaganato e i suoi vassalli, gli stati delle oasi del Bacino del Tarim. La campagna dei Tang contro Karakhoja nel 640 portò alla ritirata dei Turchi occidentali, che furono sconfitti durante le campagne dei Tang contro Karasahr nel 644 e la campagna dei Tang contro Kucha nel 648, sfociando nella conquista dei Turchi occidentali da parte del generale Tang Su Dingfang.
L'imperatore Taizong fu proclamato khagan dei Göktürk.
Nel 657, l'imperatore della Cina poteva così imporre il suo dominio indiretto lungo la Via della Seta fino all'Iran. Installò due khagan per governare le dieci frecce (tribù) dei Göktürk. Le cinque frecce dei Dulo (咄陆) erano governate da khagan che recavano il titolo di Xingxiwang (興昔亡可汗), mentre le cinque frecce dei Nushipi (弩失畢可汗) erano governate dai Jiwangjue (繼往絕可汗). Le cinque frecce dei Dulo corrispondevano all'area ad est del Lago Balqaš mentre le cinque frecce dei Nushipi corrispondevano alle terre ad est del Lago Aral. I Göktürk portavano ora titoli cinesi e combattevano al loro fianco nelle loro guerre. L'era che abbraccia il 657–699 nelle steppe fu caratterizzata da numerosi sovrani, deboli, divisi e impegnati in costanti guerricciole sotto il Protettorato Anxi fino all'ascesa dei Turgesh.

## Secondo Khaganato turco
Ilterish Qaghan e suo fratello Qapaghan Qaghan si rivoltarono contro la dinastia Tang nel 679 e fondarono il Secondo Khaganato turco nel 682. Nei decenni seguenti acquisirono costantemente il controllo delle steppe al di là della Grande muraglia cinese. Entro il 705, si erano espansi a sud fino a Samarcanda e minacciavano il controllo arabo della Transoxiana. I Göktürk si scontrarono con il Califfato omayyade in una serie di battaglie (712–713), ma gli Arabi emersero come vincitori.
Il Secondo Khaganato era incentrato su Ötüken nel corso superiore del fiume Orkhon. Questa entità statuale fu descritta dagli storici come "l'impresa congiunta del clan Ashina e dei Sogdiani, con grandi numeri di burocrati cinesi che erano altresì coinvolti". Il figlio di Ilterish, Bilge Qaghan, fu anch'egli un forte capo le cui gesta furono registrate nelle iscrizioni dell'Orkhon. Dopo la sua morte nel 734 il Secondo Khaganato turco andò in declino. I Göktürk infine caddero vittime di una serie di crisi interne e di rinnovate campagne militari cinesi.
Quando Kutlug I Bilge Kagan degli Uiguri si alleò con i Qarluq e i Basmyl, la potenza dei Göktürk era molto in fase decrescente. Nel 744 Kutlug si impadronì di Ötüken e decapitò l'ultimo khagan göktürk, Ozmish Qaghan, la cui testa fu mandata alla corte Tang. Nel giro di alcuni anni, gli Uiguri acquisirono il dominio dell'Asia Interna e fondarono il Khaganato uiguro.

## Costumi e cultura

### Sistema politico
I Göktürk erano governati dal kuriltai, un consiglio politico e militare di khan e altri capi di alto rango, come gli aqsaqal.
Anche i qaghan turchi temporanei del clan Ashina erano subordinati all'autorità sovrana del kuriltai.

### Religione
I Göktürk e gli altri antichi popoli turchi erano principalmente aderenti al tengrismo, venerando il dio del cielo Tengri. Il khaganato ricevette missionari della religione buddhista, che fu incorporata nel tengrismo. Dopo la caduta del khaganato, molti rifugiati si insediarono in Asia Centrale, in Medio Oriente e in Europa e adottarono la fede islamica.